# Extravagance (film 1916)
Extravagance è un film muto del 1916 diretto da Burton L. King che ha come interprete principale Olga Petrova.

## Trama
Norma Russell viene contesa da due uomini: Howard Dundore, un banchiere disonesto, e Franklin Hall, un uomo d'affari. Quando lei sceglie Franklin, l'altro decide di vendicarsi. Prende come socio Franklin e poi incarica un suo tirapiedi, Horace Scott, di falsificare i libri contabili. Franklin viene arrestato e condannato. Norma, per provare l'innocenza del marito, riesce a far confessare la verità a Horace. Dalla storia, trae la sceneggiatura di un film che viene presentato in anteprima. Alla serata, lei invita Howard, il corteggiatore respinto, insieme a Horace, che ora soffre di amnesia. Vedendo il film, a Horace torna la memoria e accusa davanti a tutti il banchiere di essere il vero responsabile degli ammanchi. Howard fugge dalla sala ma, mentre cerca di lasciare la città, rimane coinvolto in un incidente ferroviario dove resta ucciso. Franklin viene rilasciato e, tornato da Norma, scopre che una sua piantagione di gomma in Sud America gli ha nel frattempo fruttato una fortuna.

## Produzione
Il film fu prodotto dalla Popular Plays and Players Inc.

## Distribuzione
Il copyright del film, richiesto dalla Popular Plays and Players, Inc., fu registrato il 4 novembre 1916 con il numero LP9455.
Distribuito dalla Metro Pictures Corporation, il film uscì nelle sale cinematografiche statunitensi il 6 novembre 1916.
Copia della pellicola viene conservata negli archivi dalla Cinémathèque québécoise di Montréal.